# Nieuport 17

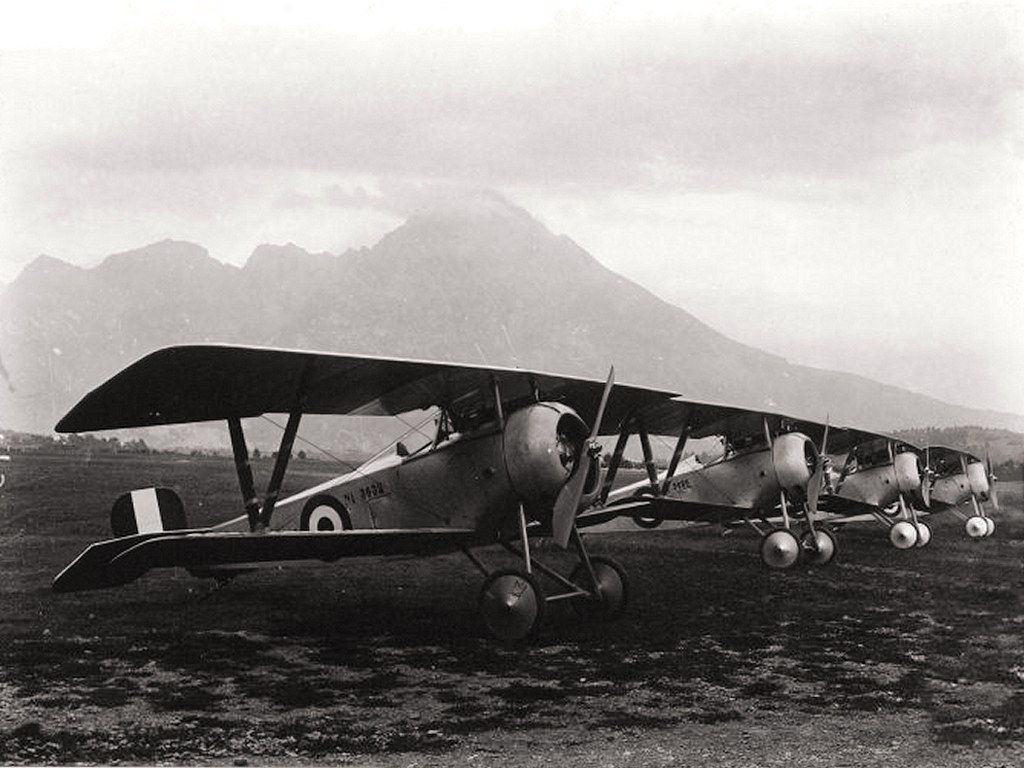
Linha de Nieuports Nie 17 ~1917.

O Nieuport 17, foi um avião de caça biplano, monomotor francês de um só lugar em configuração de tração, utilizado na Primeira Guerra Mundial, partindo de um projeto original (o Nieuport 11), de Gustave Delage.

## Projeto e desenvolvimento
O Nieuport 17 era basicamente, uma versão maior desenvolvida a partir do Nieuport 11, contando com um motor mais potente, asas maiores e uma estrutura geral mais refinada. 

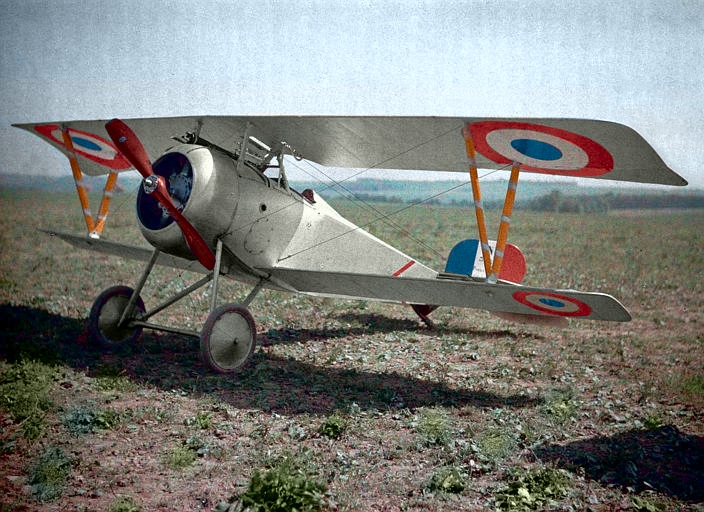
Fotografia original de 1917 (colorida digitalmente)
de um caça Nieuport 17 C.1 da Primeira Guerra Mundial.

No início, ele era equipado com um motor Le Rhône 9J de 110 hp, nas versões que se sucederam, chegaram a utilizar motores de 130 hp. Ele tinha excelente manobrabilidade, e ótima razão de subida. Infelizmente, a asa inferior muito estreita, fazendo dele um "sesquiplano" (quase que um avião de uma asa e meia), era fraca devido a sua construção com uma única longarina, e tinha a tendência desconcertante de se desintegrar em mergulhos longos em alta velocidade. Por conta disso, os Nieuports britânicos eram reforçados com várias modificações no Aeroplane Supply Depot No.2
Inicialmente, o  Nieuport 17 manteve a mesma montagem da metralhadora Lewis usada no "11", ou seja, sobre a asa superior. Mas tão logo entrou em serviço na França, ela foi substituída por uma Vickers sincronizada No Royal Flying Corps, a Lewis montada na asa era geralmente mantida, só que usando o sistema de Montagem Foster, um trilho de metal curvo, permitindo o piloto trazer a arma para baixo para trocar os tambores de munição ou desemperrar um "engasgo". Apenas um pequeno número de aviões foi equipado com ambas as armas, mas na prática, isso reduzia a performance de maneira inaceitável, e uma única arma permaneceu como padrão.

## Histórico operacional
O Nieuport 17 chegou à frente de batalha francesa em Março de 1916, e logo começou a substituir os menores: Nieuport 11 e 16. Esse modelo entrou em serviço com a Escadrille N.57 em 2 de Maio de 1916. Juntamente com o Airco DH.2 britânico, foi responsável pelo fim do reinado dos Fokker Eindecker, período ficou conhecido mais tarde como "Flagelo Fokker" surpreendendo o Alco Comando da Aviação Alemã. A maioria dos ases Franceses usou esse avião durante a carreira, incluindo: Georges Guynemer, Charles Nungesser, Maurice Boyau, Armand Pinsard, Réné Dorne, Gabriel Guerin, Alfred Duellin e Jean Navarre. O modelo também foi usado pelos voluntários Norte americanos da Esquadrilha Lafayette quando eles substituíram seus Nieuports mais antigos. Durante parte de 1916, o Nieuport 17 equipou todos os esquadões de caça da Aéronautique Militaire. O ás Charles Nungesser, conquiatou a maioria das suas vitórias voando esse modelo. 
O Nieuport 17 também foi encomendado pelo Royal Flying Corps e pelo Royal Naval Air Service, pois era superior a qualquer dos aviões de caça britânicos disponíveis na época. Os historiadores encontraram dificuldades para estabelecer a quantidade de cada um dos tipos de Nieuport operados pelo RFC, pois nos registros, constava apenas "Nieuport scout". Uma proporção desconhecida dos modelos 16, 17 e 24 foi enviada para os esquadrões britânicos. Os esquadrões que os operaram incluíam os de número: 1, 29, 32, 40 e 60 do RFC e o número 6 do RNAS, que era ligado ao RFC. Durante a Batalha de Arras os Nieuports britânicos foram muito utilizados no ataque a balões, para impedir observações para artilharia inimiga.

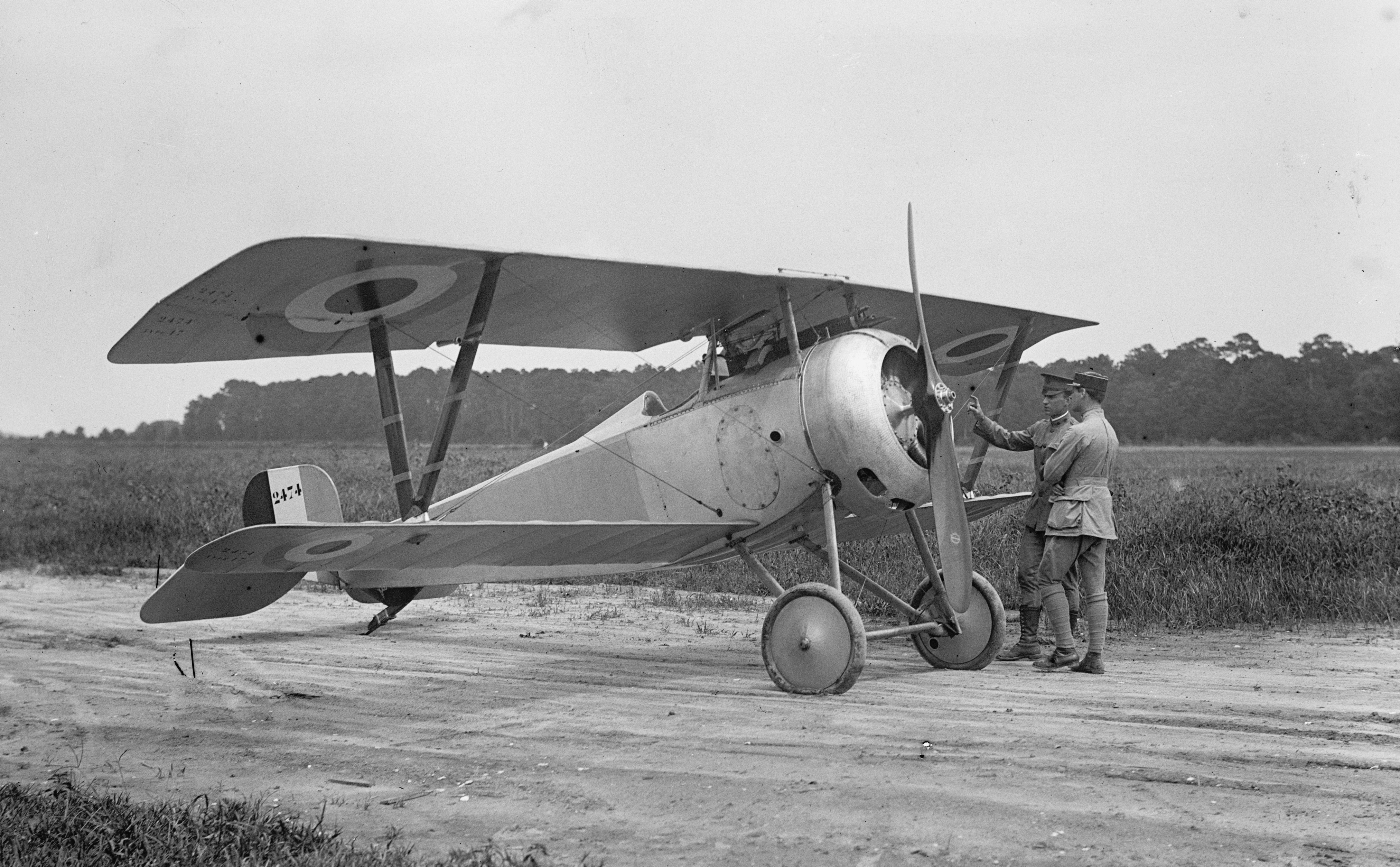
Um Nieuport 17 em 1917.

Os alemães forneceram exemplares capturados de Nieuports a alguns de seus fabricantes para que eles os estudassem e copiassem o que fosse de interesse. Isso resultou no Siemens-Schuckert D.I, o qual fora o motor, era uma cópia quase que fiel e chegou a entrar em produção, apesar de não ter sido usado operacionalmente. Técnicos alemães também salvaram vários motores de Nieuports abatidos e os reutilizaram em aviões alemães, incluindo os triplanos Fokker Dr1. A Albatros Werke adotou a estrutura de asas em sesquiplano do Nieuport para o Albatros D.III e também para o D.V, chamados de "V-strutters" pelo pessoal do RFC, para distingui-los do Albatros D.II anterior. Os aviões alemães eram mais pesados que os Nieuport, o que agravava a tendência de falhas estruturais nas asas que os Nieuports já haviam sofrido. Apesar de vários testes e experimentos para reforçar a estrutura das asas, os alemães nunca resolveram completamente esse problema. Vários pilotos morreram e outros experimentaram pousos forçados terríveis com uma das asas inferiores quebrada ou simplesmente faltando.
Em meados de 1917, o Nieuport foi superado pelo poder de fogo e velocidade do mais recente caça alemão equipado com duas metralhadoras, o Albatros D.III, sendo um dos modelos que sofreu muitas baixas durante o "Abril Sangrento". Um motor incrementado resultou no modelo Nieuport 17bis. Novos modelos, como os Nieuport 24 e 27 foram entregues, numa tentativa de retomar a ascendência dos Nieuport. No entanto, o poderoso SPAD S.VII já havia substituído os caças Nieuport em muitos esquadrões franceses em meados de 1917. Os britânicos continuaram usando os Nieuport por mais algum tempo, sem substituir os seus Nieuport 24bis até o início de 1918. O SPAD estava equipado com um motor refrigerado à água com os cilindros em linha, que se mostrou mais forte num mergulho, e também tinha uma estrutura de asas mais convencional. 
Muitos ases do Império Britânico, incluindo o Canadense: W. A. Bishop, que recebeu a "Cruz da Vitória" enquanto voava um desses modelos, e o mais famoso de todos, Albert Ball, que frequentemente caçava sozinho no seu Nieuport. 'Mick' Mannock voou Nieuports no início de sua carreira no Esquadrão No. 40, e também recebeu uma "Cruz da Vitória".  
Ases italianos como: Francesco Baracca, Silvio Scaroni e Pier Piccio, conseguiram vitórias voando caças Nieuport. Na Bélgica, a primeira e a quita esquadrilhas estavam equipadas com Nieuport 17. Ases belgas voando esse modelo incluiram: Andre de Meulemeester, Edmund Thieffry, Francis Jaquet e Jean Olieslagers. As Forças Imperiais Russas operaram o Nieuport. Acredita-se que o ás russo Kazakov voou um Nieuport ainda pintado com as insígnias da França.
Como os demais modelos Nieuport, o "Tipo 17" foi usado como avião de treinamento para futuros pilotos de caça quando seu período operacional se encerrava. As "Forças Expedicionárias Americanas" compraram 75 Nieuport 17 para treinamento. O Nieuport 23 foi um desenvolvimento do "Tipo 17". O Nieuport 17bis de Charles Nungesser foi convertido mais tarde para o padrão do Nieuport 23.

## Variantes
Nieuport 17
Caça biplano monoposto.
Nieuport 17bis
Versão melhorada do Nieuport 17.
Nieuport 23

## Usuários

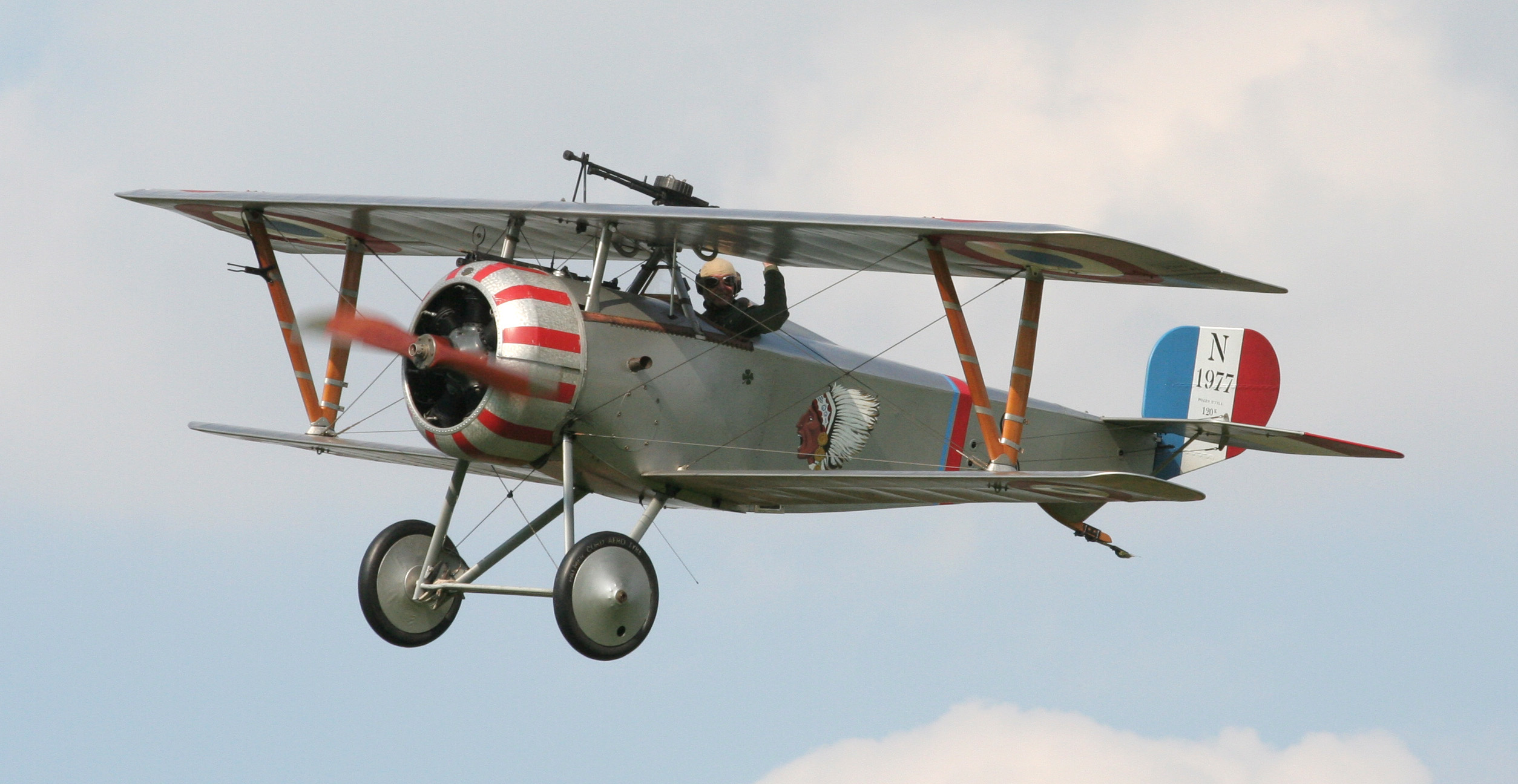
Réplica em tamanho natural de um Nieuport 17
em voo numa exposição em 2007.
A insígnia é a da Esquadrilha Lafayette.

- Bélgica
- Chile
- Colômbia
- Chéquia: (Pós Guerra)
- Estónia
- Finlândia
- França
- Hungria
- Itália
- Países Baixos
- Polónia
- Romênia
- Império Russo
- Sião
- União Soviética
- Ucrânia
- Reino Unido
- Estados Unidos
- Uruguai
- Portugal

## Especificação (Nie 17)

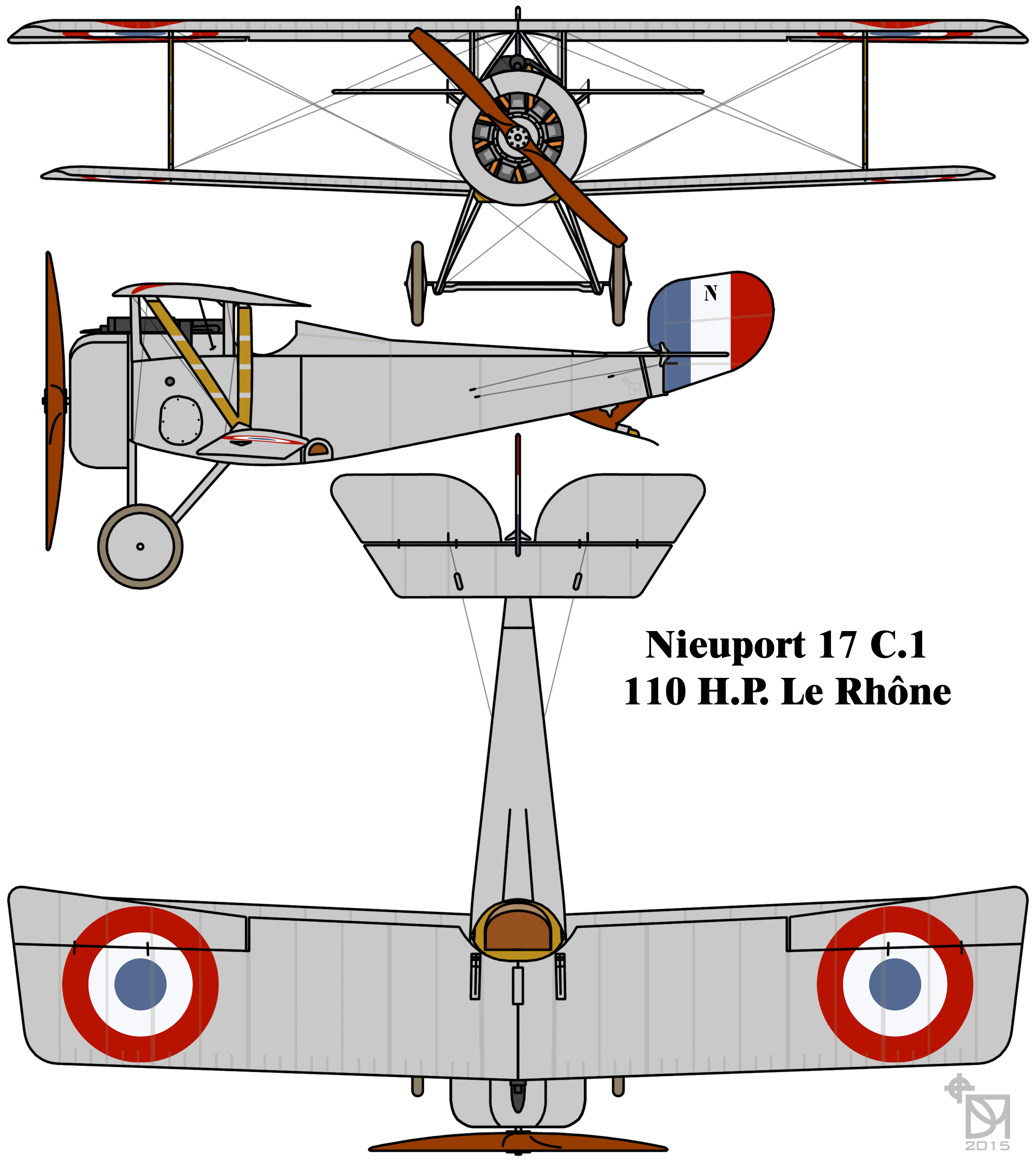
plano do Nieuport Ni 17

Estas são as características do Nieuport 17 (Nie 17)
- Características gerais:
  - Tripulação: um
  - Comprimento: 5,8 m
  - Envergadura: 8,16 m
  - Altura: 2,4 m
  - Área da asa: 14,75 m²
  - Peso vazio: 375 kg
  - Peso máximo na decolagem: 560 kg
  - Motor: 1 x Le Rhône 9Ja, giratório de 9 cilindros radial, refrigerado à ar, de 110 hp.

- Performance:
  - Velocidade máxima: 177 km/h
  - Autonomia: 1 hora e 45 minutos
  - Teto de serviço: 5.300 m
  - Carga alar: 37,9 kg/m²
  - Tempo de subida: 3.000 m em 11,5 minutos
  - Razão peso/potência: 0,15 kW/kg

- Armamento:
  - Armas:
    - (no serviço francês) 1 x metralhadora Vickers sincronizada de 7,92 x 63,35 mm.
    - (no serviço britânico) 1 x metralhadora metralhadora Lewis de 7,92 x 57 mm em montagem Foster.